# Nasser Mohammadkhani
Nasser Mohammadkhani (pers. ناصر محمدخانی; Tehran, 7 settembre 1957) è un ex calciatore iraniano, di ruolo attaccante.

## Carriera

### Club
Ha giocato nel campionato iraniano e qatariota.

### Nazionale
Con la maglia della Nazionale ha collezionato 23 presenze e 13 reti, oltre al titolo di capocannoniere dell'edizione del 1984 della Coppa d'Asia.